# Morris Island
Morris Island est une île des États-Unis en Caroline du Sud, une des Sea Islands dans le comté de Charleston. Elle appartient à Charleston et Folly Beach.

## Géographie
Elle s'étend sur environ 5,3 km de longueur pour une largeur de 1 km. 

## Histoire

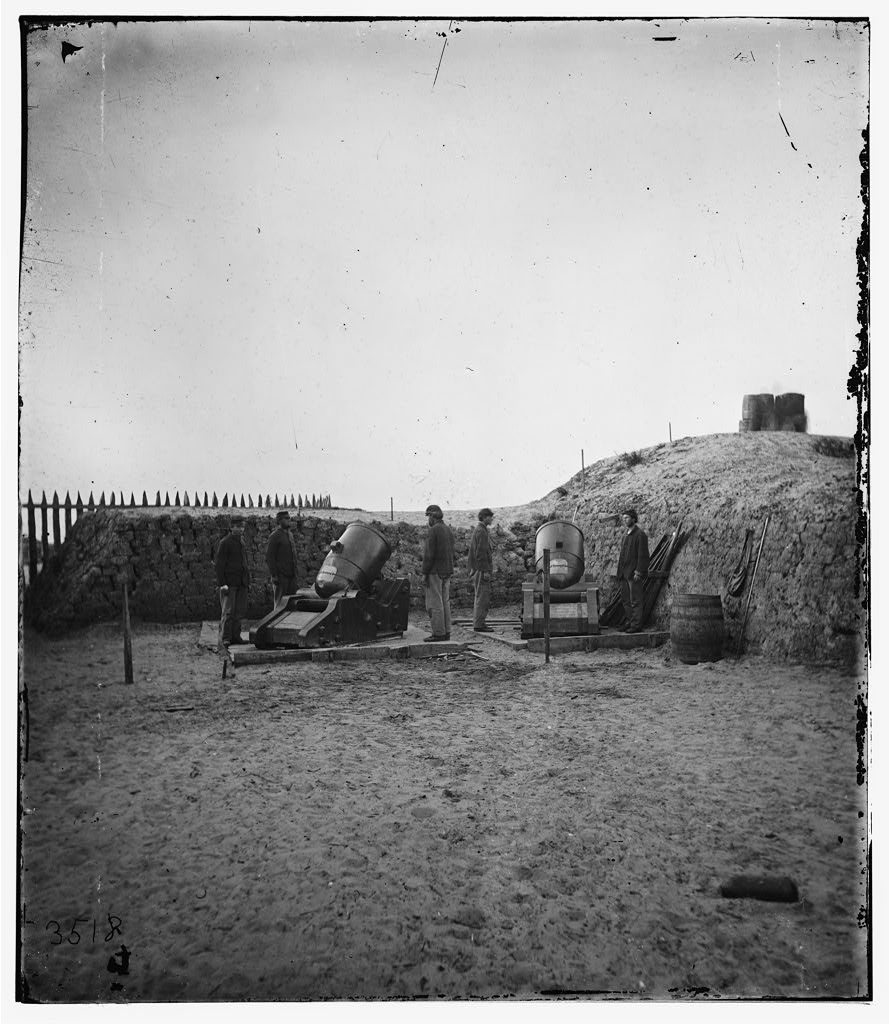
Une batterie de l'Union Army sur Morris Island en 1865

L'île a été fortement fortifiée pour pouvoir défendre la ville de Charleston. Elle fut le théâtre de violents combats visant à capturer la ville au cours d'un assaut par le régiment d'Afro-Américains du 54e régiment d'infanterie du Massachusetts dont plus de la moitié des assaillants périrent. Cet événement a été immortalisé grâce au film Glory en 1989.
Les confédérés abandonnent Morris Island en 1863. Elle est alors occupée par l'Union. En 1864, six cents officiers confédérés y sont transférés de Fort Delaware (en). Cinquante sont rapidement échangés. Les autres sont alors utilisés comme bouclier humain pour faire cesser l'artillerie de Fort Sumter.
Finalement aucun homme n'est tué par un tir d'artillerie. Les seules victimes ne le sont que de maladies. C'est ainsi qu'apparut leur surnom d'Immortal Six Hundred (Les 600 Immortels).